# Paul Griffin
Paul Griffin (6 de agosto de 1937 — 14 de junho de 2000) foi um pianista e músico de sessão americano que gravou com centenas de músicos dos anos 50 aos anos 90.
Nascido no Harlem, em Nova Iorque, começou como pianista de turnê na banda de apoio de King Curtis e eventualmente trabalhou com Bob Dylan, Steely Dan, Don McLean, Isley Brothers, Van Morrison, The Shirelles e Dionne Warwick. É mais conhecido por tocar nos álbuns Highway 61 Revisited, Blonde on Blonde e Aja. É amplamente caracterizado tocando uma performance virtuosa de piano gospel no single "American Pie", de Don McLean.
Foi arranjador de The Warriors (1979) e Four Friends (1981) e atuou em On Location: Robert Klein em Yale (1982) e na trilha sonora de Blue Sunshine (1976). Griffin morreu aos 62 anos em sua casa em Nova Iorque.

## Gravações
- B. J. Thomas
  - Raindrops Keep Fallin' On My Head
- Bob Dylan
  - Like a Rolling Stone (piano gospel)
  - Just Like Tom Thumb's Blues (tack piano)
  - Queen Jane Approximately(piano)
  - Positively 4th Street (piano)
  - Sitting on a Barbed Wire Fence (piano)
  - Can You Please Crawl Out Your Window? (piano)
  - One of Us Must Know (Sooner or Later) (piano)
  - It Takes a Lot to Laugh, It Takes a Train to Cry (piano)
- The Isley Brothers
  - Twist And Shout
- Chuck Jackson
  - Any Day Now
- Dionne Warwick
  - Walk On By
- George Benson
  - Goodies (Verve, 1968)
- Hank Crawford
  - Mr. Blues Plays Lady Soul (Atlantic, 1969)
- John Denver
  - Rhymes & Reasons
  - The Eagle And The Hawk
- Richard Davis
  - Dealin' (Muse, 1973)
- Dizzy Gillespie
  - It's My Way (Solid State, 1969)
  - Cornucopia (Solid State, 1969)
- Bobbi Humphrey
  - Dig This! (Blue Note, 1972)
- Herbie Mann
  - Latin Fever (Atlantic, 1964)
  - Glory of Love (CTI, 1967)
- Brother Jack McDuff
  - Who Knows What Tomorrow's Gonna Bring? (Blue Note, 1970)
- Don McLean
  - American Pie (1971)
- David Newman
  - The Many Facets of David Newman (Atlantic, 1969)
- Laura Nyro
  - Eli's Comin' (1968)
- Houston Person
  - Houston Express (Prestige, 1970)
- Bernard Purdie
  - Soul Is... Pretty Purdie (Flying Dutchman, 1972)
- Marlena Shaw
  - Marlena (Blue Note, 1972)
- Paul Simon
  - Tenderness, do álbum There Goes Rhymin' Simon e o lado B do single "Kodachrome"
- Peter, Paul and Mary
  - Weep for Jamie (harmônio)
- The Shirelles
  - "Will You Still Love Me Tomorrow"
- Steely Dan
  - "The Fez" (co-autor, piano elétrico, The Royal Scam, 1976)
  - Sign in Stranger" (The Royal Scam, 1976)
  - Peg (piano elétrico, Aja, 1977)
- Sonny Stitt
  - Little Green Apples (Solid State, 1969)
  - Come Hither (Solid State, 1969)
- Stanley Turrentine
  - The Man with the Sad Face (Fantasy, 1976)
  - Nightwings (Fantasy, 1977)
- Cal Tjader
  - Soul Bird: Whiffenpoof (Verve, 1965)
- Charles Williams
  - Stickball (Mainstream, 1972)
- Kai Winding
  - Soul Surfin' (Verve, 1963)
  - The In Instrumentals (Verve, 1965)
  - More Brass (Verve, 1966)
- Jimmy Witherspoon
  - Blues Around the Clock (Prestige, 1963)